# Jornal da TV!
Jornal da TV! era o Primeira Edição logo após o surgimento da RedeTV! (o Primeira Edição era uma transição entre o veterano Jornal da Manchete e o Jornal da TV!). Foi lançado com Augusto Xavier e Lilian Fernandes.
Passaram pela sua bancada, os jornalistas Augusto Xavier, Cláudia Barthel, Rita Lisauskas e Lilian Fernandes.
Em 2005, a RedeTV! reformulou o seu jornalismo e o Jornal da TV! passou a se chamar RedeTV! News.

## Cronologia
| Apresentadores Fixos | Período   |
| -------------------- | --------- |
| Augusto Xavier       | 1999–2005 |
| Lilian Fernandes     | 1999–2001 |
| Cláudia Barthel      | 2001–2004 |
| Rita Lisauskas       | 2004–2005 |

| Apresentadores Eventuais   | Período   |
| -------------------------- | --------- |
| Florestan Fernandes Júnior | 1999–2005 |
| Júlio Mosquéra             | 1999–2002 |
| José Carlos Bernardi       | 2000–2005 |
| Rodrigo Cabral             | 2000–2005 |
| Fernando Vannucci          | 2003–2005 |
| Renata Maranhão            | 2003–2005 |
| Cristina Lyra              | 2004–2005 |